# Mogelsberg
Mogelsberg is een plaats en voormalige gemeente in het Zwitserse kanton Sankt Gallen, en maakt deel uit van het district Toggenburg.
Mogelsberg telt 2208 inwoners.
- Gemeinsame Normdatei: 4563312-5
- Historisch woordenboek van Zwitserland: 001396
- Virtual International Authority File: 137885596
- WorldCat: E39PBJhMdFccWYdgh4xxYyth73